# 戴璐
戴璐（1739年—1806年），字敏夫，號菔塘，浙江烏程（今屬湖州市）人，清朝官員，進士出身。

## 生平
戴璐為乾隆二十八年（1763年）癸未科二甲進士，分部學習後任工部都水司主事，歷陞員外郎、郎中，乾隆四十五年（1780年）任湖廣道監察御史，陞給事中，鴻臚寺、光祿寺少卿。致仕後擔任揚州梅花書院山長。嘉慶十一年（1806年）卒。

## 著作
著有《錦江脞記》12卷、《藤陰雜記》12卷以及《吳興詩話》16卷。

## 外部連結
- 戴璐 （页面存档备份，存于） 中研院史語所